# Daniel Leclercq
Daniel Robert Leclercq (Trith-Saint-Léger, 4 settembre 1949 – Sainte-Luce, 22 novembre 2019) è stato un allenatore di calcio e calciatore francese.

## Biografia

### Calciatore
Formatosi nelle giovanili del Valenciennes, Leclercq militò in diciassette anni di carriera nel Valenciennes (dove concluse la sua carriera nel 1984), nell'Olympique Marsiglia (in cui vinse l'unico trofeo della sua carriera di calciatore, un campionato nella stagione 1970-71), nell'Angoulême e nel Lens. Conta 357 presenze e 22 reti in Division 1.

### Allenatore
Ritiratosi dal calcio giocato, Leclercq passò alla carriera di allenatore esordendo nella stagione 1986-87 sulla panchina del Valenciennes. Dopo aver allenato alcune squadre non professionistiche, nel 1992 Leclercq entrò nello staff tecnico del Lens, di cui divenne allenatore nel 1997. Nella sua prima stagione alla guida di una squadra di massima divisione Leclercq riuscì a condurre il Lens alla sua prima vittoria in campionato, al termine di un testa a testa con il Metz.
Leclercq rimase sulla panchina del Lens fino all'ottobre del 1999 (vincendo nello stesso anno la Coppa di Lega), quando fu esonerato a causa di un inizio incerto da parte della squadra. Dopo una parentesi con la squadra belga di La Louvière, Leclercq allenò per due anni (dal 2003 al 2005) il Valenciennes, riportandolo in Ligue 2. Dal gennaio del 2008 ricopre il ruolo di direttore tecnico del Lens.

### Morte
Leclercq è morto nel 2019, mentre si trovava in Martinica, per embolia polmonare.

## Palmarès

### Calciatore
- Campionato francese: 1

Olympique Marsiglia: 1970-1971
- Supercoppa francese: 1

Olympique Marsiglia: 1971

### Allenatore
- Campionato francese: 1

Lens: 1997-1998
- Coppa di Lega francese: 1

Lens: 1998-1999

### Individuale
- Trophées UNFP du football: 1

Miglior allenatore della Division 1: 1998